# Storbritanniens kongelige flag
Storbritanniens kongelige flag er et flag, som i forskellige former bruges af den britiske monark og medlemmer af kongefamilien. I tillæg til de to former, som bruges i Storbritannien, findes egne, kongelige flag for flere lande i Commonwealth. 
Flagene omtales gerne som royal standards, men er strengt talt heraldiske bannere, eftersom de er flagversioner af det kongelige våben. 
Det kongelige flag bruges på de kongelige residenser, når monarken opholder sig der, på monarkens bil under officielle rejser, og på fly når monarken befinder sig der, og det står på jorden. Det kan også bruges på offentlige og private, men ikke kirkelige bygninger, når monarken er på officielt besøg, dog kun hvis ejeren af bygningen ønsker det. Flaget blev også brugt på den kongelige yacht, når monarken opholdt sig om bord. Når monarken ikke er tilstede, bruges Union Jack på de kongelige residenser. 
Kongeflaget sænkes aldrig til halv stang, selv ikke ved et kongeligt dødsfald. Efter prinsesse Dianas død var det et folkekrav, at flaget på Buckingham Palace måtte sænkes, og man valgte da at hænge Union Jack op for at undgå at bryde traditionen, samtidig med at man opfyldte folkets ønske.

## I Storbritannien
I England, Wales og Nordirland samt i kronkolonierne er flaget delt i fire kvadranter. Første og fjerde kvadrant repræsenterer England, med tre løver, guld passant på rødt felt; anden kvadrant repræsenterer Skotland med en løve, rød rampant på guldfelt, og tredje kvadrant repræsenterer Irland med en harpe, guld på blåt felt. Wales er ikke repræsenteret, da nationen blev fuldstændig indlemmet i England i middelalderen og dermed ikke havde selvstændig status. 
I Skotland bruges en anden version. I første og fjerde kvadrant er Skotlands røde løve, i anden kvadrant Englands tre guldløver og i tredje kvadrant Irlands harpe; farverne er de samme.
Flaget går, med nogle mindre ændringer som formen på den irske harpe, tilbage til dronning Victoria. Det tidligere kongelige flag havde våbnene for Hannover og Frankrig for at synliggøre monarkens position som kurfyrste (senere konge) af Hannover og teoretisk tronkræver i Frankrig. 
Til Storbritanniens kongelige flag hører også flaget for hertugdømmet Lancaster. Siden hertug Johns død i 1399 har dette vært direkte underlagt kronen. Hertugdømmets flag er tre gule leoparder på rød bund, altså ligesom Englands våbenbanner, men har i tillæg en blå turnerkrave med tre flige, der er tre liljer.
Øvrige medlemmer af den britiske kongefamilie fører egne flag. For dronningens gemal er dette et banner, som viser hertugen af Edinburghs personlige våben: Firdelt 1) Danmark, 2) Grækenland, 3) Battenberg (Mountbatten) og 4) Edinburgh. Kronprinsen, som bærer titlen Prins af Wales i tillæg til en række andre titler, fører flere forskellige flag, som svarer til hans titler. Han har som britisk kronprins et flag tilsvarende dronningens, altså våbenbanneret baseret på rigsvåbenet, men differentieret med en hvid turnerkrave med tre snipper og med et våben i midten, som repræsenterer Wales. Videre fører han et flag som fyrste af Wales, et andet som hertug af Cornwall, et tredje som hertug af Rothesay. Andre medlemmer af den kongelige familie fører kongeflaget med tillæg af turnerkraver med ulige antal flige afhængig af rang og rækkefølge i arverækken til tronen, samt egne heraldiske mærker på fligene. Mere perifere medlemmer af kongefamilien har kongeflaget omgivet af en hermelinsbort.
- Kronprinseflag
- Kronprinseflag i Cornwall
- Kronprinseflag i Skotland
- Kronprinseflag i Wales
- Prinsgemalen Philips flag
- Kongehusflaget

### Historik
- Det kongelige flag (1816–1837)
- Det kongelige flag (1801-1816)
- Det kongelige flag (1714–1801)
- Det kongelige flag (1707-1714)
- Det kongelige flag (1603-1649)

## Australien
Dronningens personlige australske flag blev indført i 1962 og er delt i seks felter, tre i øvre halvdel og tre i den nedre. Feltene er udformet som følger:
- Første felt: New South Wales, rødt georgskors på hvidt felt med løve, guld i midten og stjerne, guld, på hver korsarm.
- Andet felt: Victoria, krone og fem stjerner, hvide på blåt felt.
- Tredje felt: Queensland, malteserkors, blåt med krone på hvidt felt.
- Fjerde felt: South Australia, delstatens Piping Shrike på guldfelt.
- Femte felt: Western Australia, svane, sort på guldfelt.
- Sjette felt: Tasmanien, løve, rød på hvidt felt.
- I midten: Syvtakket stjerne (for delstaterne og territorierne), en blå skive med dronning Elizabeth 2s monogram.

## Canada
Dronningens personlige canadiske flag blev indført i 1961 og består af fem felter. De fire første er identiske med det kongelige flag i England, Wales og Nord-Irland, bortset fra at fjerde felt er byttet ud med Frankrigs tre fleur-de-lis, guld på blåt felt. Den nederste tredjedel af flaget har tre ahornblade, røde på hvidt felt. I midten en blå skive med dronning Elizabeth 2s monogram.

## Barbados
Dronningens personlige flag for Barbados består af en gul flagdug og den blå skive med dronning Elizabeth 2s monogram sat ind imod en bagrund af tropiske blomster. Videre har det to røde blomstermotiver i hvert af de øvre hjørner. 

## Jamaica
Dronningens personlige flag for Jamaica blev indført i 1966 og består af et rødt georgskors på hvid dug. I midten af korset har det den blå skive med dronning Elizabeth 2s monogram, og på det røde kors fire gule ananas.

## Malta
Dronningens personlige flag for Malta blev indført 31. oktober 1967 forud for  Elizabeth IIs besøg i landet i november samme år. Det bestod af Maltas nationalflag med dronning Elizabeth 2s monogram i midten. Flaget gik ud af brug, da Malta blev republik 12. december 1974.

## Mauritius
Indtil 1992 var Mauritius et monarki med Storbritanniens dronning som statsoverhoved. Som Mauritius' dronning førte Elizabeth II et kongeflag efter samme model som det øvrige land i Commonwealth hvor hun også er statsoverhoved, det vil sige landets rigsvåben med dronningens monogram i midten. Dette flag blev første gang benyttet i 1988.

## New Zealand
Dronningens personlige flag for New Zealand blev indført i 1962 og har en blå skive med dronning Elizabeth 2s monogram sat over landets rigsvåben i bannerform. Første felt viser fire stjerner, Sydkorset. Andet felt viser et fårefjeld. Tredje felt viser et kornneg, det fjerde korslagte hamre. Det hvide felt i midten viser heraldiske gallerier. 

## Trinidad og Tobago
Trinidad og Tobago var efter selvstændigheden i 1962 et monarki. I årene fra 1966 til 1976, da landet blev republik, førte dronningen som landets statsoverhoved sit eget personlige flag. Dette bestod af landets rigsvåben i flagform og havde i midten den blå skive med dronning Elizabeth 2s monogram.

## Sierra Leone
Fra 1961 og indtil landet blev republik i 1971, førte dronningen sit personlige flag som statsoverhoved for Sierra Leone. Dette var landets rigsvåben i flagform og havde i midten den blå skive med dronning Elizabeth 2s monogram.
- Dronningens personlige flag for Australien (1962–2022)
- Dronningens personlige flag for Barbados (1962–2021)
- Dronningens personlige flag for Canada (1962–2022)
- Dronningens personlige flag for Jamaica (1966–2022)
- Dronningens personlige flag for New Zealand (1962–2022)
- Dronningens personlige flag for Malta (1964–1974)
- Dronningens personlige flag for Mauritius (1968–1992)
- Dronningens personlige flag for Sierra Leone (1961–1971)
- Dronningens personlige flag for Trinidad og Tobago (1966–1976)